# Helga Arendt
Helga Arendt (24 de abril de 1964-11 de marzo de 2013) fue una velocista de Alemania Occidental que compitió principalmente en los 400 metros.
Arendt nació en Colonia, Renania del Norte-Westfalia. En 1987 terminó cuarta en los campeonatos de interior europeos de 1987, sólo 0,01 segundos detrás de la medallista de bronce Cristina Pérez. Más tarde ese mismo año compitió en el Campeonato Mundial de 1987. En la tanda de 4 x 400 metros donde terminó quinta con sus compañeras Ute Thimm, Gudrun Abt y Gisela Kinzel. También compitió en el individual de 400 metros de distancia, pero no llegó a la ronda final de la competencia.
A finales de la década de los 80 consiguió sus mejores resultados. Ganó la medalla de plata en el Campeonato Europeo de Atletismo en Pista Cubierta de 1988 en los 400 metros y la medalla de oro en el Campeonato Mundial de Atletismo en Pista Cubierta de 1989 en los 400 metros.